# Krompachy
Krompachy (německy Krombach, maďarsky Korompa) jsou město na Slovensku. Leží v Košickém kraji, v okrese Spišská Nová Ves a mají přibližně 8 600 obyvatel. Prochází tudy železniční trať Košice–Žilina.

## Historie
První zpráva o existenci města pochází z listiny krále Ladislava IV. z roku 1282, v této době byly majetkem královského spišského hradu.  Ves založili němečtí kolonisté, přičemž původní německý název Krombach (krumm Bach) znamená doslova „křivý potok“. Od začátku 14. století se začínají objevovat i doklady o tom, jak se v Krompachách obchodovalo. Období prosperity bývala ale tehdy přerušovaná obdobími válek. K dalšímu rozvoji došlo zase až v 16. století, ve městě začalo přibývat šlechtických rodin. Krompachy vytvořily samostatný administrativní celek a od roku 1602 jsou královským městem.
Zásadní zlom v historii města představuje rok 1841. Tehdy byly otevřeny železárny a válcovny, začala industrializace. Na přelomu 19. a 20. století již zaměstnávaly okolo 3500 lidí, což tvořilo téměř polovinu obyvatel města a byla to největší železárna na území Uherska. Její rozkvět však netrval dlouho. V únoru 1921 zde došlo ke krompašské vzpouře, při níž zahynulo šest lidí.
Následkem krize po první  světové válce a krompašské vzpoury bylo rozhodnuto o uzavření podniku. Po osvobození v roce 1945 byla ale železárna opět obnovena, vznikl zde i nový elektrotechnický závod MEZ Krompachy, dnes SEZ Krompachy a.s. (Slovenské elektrotechnické závody).

## Obyvatelstvo

### Vývoj populace od roku 1880
| Rok  | Počet obyvatel | Počet domů |
| ---- | -------------- | ---------- |
| 1880 | 2 003          | 351        |
| 1890 | 1 811          | 338        |
| 1900 | 4 731          | 452        |
| 1910 | 6 378          | 535        |
| 1921 | 5 575          | 593        |
| 1930 | 4 273          | 586        |
| 1950 | 3 786          | 747        |
| 1961 | 6 099          | 715        |
| 1970 | 6 250          | 831        |
| 1980 | 6 927          | 933        |
| 1991 | 8 252          | 731        |
| 2001 | 8 812          | 762        |

#### Jazykové a etnické složení
| Národnost (jazyk)     | 2011 | %     | 2001 | %     | 1991 | %     | 1930 | %     | 1910 | %     | 1880 | %     |
| --------------------- | ---- | ----- | ---- | ----- | ---- | ----- | ---- | ----- | ---- | ----- | ---- | ----- |
| slovenská             | 7378 | 84,24 | 7679 | 87,14 | 7556 | 91,57 | 2886 | 67,54 | 2440 | 38,26 | 1337 | 66,92 |
| česká a moravská      | 30   | 0,34  | 50   | 0,57  | 69   | 0,84  | 2886 | 67,54 | 0    | 0,00  |      |       |
| maďarská              | 5    | 0,06  | 6    | 0,07  | 11   | 0,13  | 123  | 2,88  | 2560 | 40,14 | 29   | 1,45  |
| rómská                | 139  | 1,59  | 736  | 8,35  | 572  | 6,93  |      |       | 0    | 0,00  |      |       |
| rusínská a ukrajinská | 15   | 0,18  | 7    | 0,08  | 14   | 0,17  | 4    | 0,09  | 13   | 0,20  | 0    | 0,00  |
| ruská                 | 1    | 0,01  | 1    | 0,01  |      |       | 4    | 0,09  |      |       |      |       |
| německá               | 4    | 0,05  | 4    | 0,05  | 3    | 0,04  | 318  | 7,44  | 1063 | 16,67 | 525  | 26,28 |
| polská                | 12   | 0,14  | 8    | 0,09  | 16   | 0,19  |      |       | 101  | 1.58  |      |       |
| chorvatská, srbská    | 0    | 0,00  | 0    | 0,00  |      |       |      |       | 155  | 2,43  | 0    | 0,00  |
| židovská              | 0    | 0,00  | 0    | 0,00  |      |       | 184  | 4,31  |      |       |      |       |
| bulharská             | 1    | 0,01  |      |       |      |       |      |       | 0    | 0,00  |      |       |
| rumunská              |      |       |      |       |      |       |      |       | 46   | 0,72  | 0    | 0,00  |
| ostatní               | 1173 | 13,39 | 322  | 3,65  | 11   | 0,13  | 758  | 17,74 | 0    | 0,00  | 107  | 1,35  |